# Danube Planum

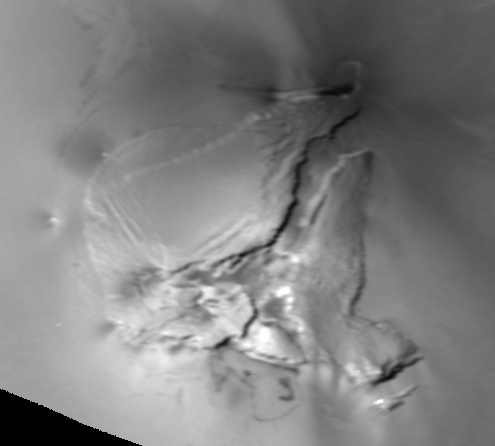
Vista del Danube Planum des de la Voyager 1, el març de 1979

Danube Planum és una mesa sobre la base d'un rift a la superfície d'Io, satèl·lit galileà de Júpiter. Aquesta formació geològica està situada a l'hemisferi del darrere (oest) a 22,73° S i 257,44° W. El Danube Planum cobreix una superfície de 244,22 km de diàmetre i s'enlaira a una altitud de 5,5 km. La muntanya està partida per un congost de 15 a 25 km de llarg seguint un eix nord-est sud-oest. Aquest congost divideix la muntanya en dues estructures geològiques principals, una muntanya a l'est i una altra a l'oest, amb una sèrie de blocs acabant la fractura al sud. El marge superior de l'altiplà ve marcat per un escarpament de 2,6 a 3,4 km d'alt. Els moviments de massa sota la forma de dipòsits d'esllavissades de terreny són visibles al llarg de la base de la meitat oest del Danube Planum. Dues depressions volcàniques, conegudes amb el nom de paterae, es localitzen ala extrems nord i sud de la muntanya. El volcà Pélé, a l'extrem nord del Danube Planum, és un dels més actius d'Io. És possible que les característiques de les superfícies que han contribuït a formar el Danube Planum hagin actuat com un coll d'ampolla per al magma que aflora a la superfície del Pélé.
El 1985 la Unió Astronòmica Internacional va oficialitzar el nom de la muntanya, inspirat en el del riu Danubi, un dels nombrosos llocs per on passà la nimfa Io durant els seus vagarejos.